# كالي اولسون
كالي اولسون (بالسويدية: Kalle Olsson)‏ هو لاعب هوكي الجليد سويدي، ولد في 31 يناير 1985 في Munkedal ‏ في السويد.

## وصلات خارجية
- كالي اولسون على موقع دوري الهوكي الوطني (الإنجليزية)
- كالي اولسون على موقع EliteProspects.com (الإنجليزية)
- كالي اولسون على موقع Eurohockey.com (الإنجليزية)
- كالي اولسون على موقع HockeyDB.com (الإنجليزية)